# Super (2010)
Super (bra: Super) é um filme americano de super-herói, humor negro e comédia dramática de 2010 escrito e dirigido por James Gunn. É estrelado por Rainn Wilson, Elliot Page, Liv Tyler, Kevin Bacon e Nathan Fillion. O filme é baseado em uma história de Gunn, contando a história de Frank Darbo, um cozinheiro que se torna um super-herói, sem sequer ter qualquer habilidade sobre-humana, chamando-se de "Crimson Bolt". Ele se propõe a resgatar sua esposa Sarah das mãos de um traficante de drogas.
O filme estreou no Festival Internacional de Cinema de Toronto de 2010 e foi lançado nos cinemas dos Estados Unidos em 1 de abril de 2011 e em vídeo sob demanda em 13 de abril de 2011. O filme foi lançado sem classificação nos cinemas dos EUA, e mais tarde recebeu uma classificação R em seu lançamento em DVD e Blu-ray. Após seu lançamento, Super recebeu críticas mistas dos críticos, embora a atmosfera, as cenas de humor e as atuações foram elogiadas. O filme foi um enorme fracasso de bilheteria, fazendo um pouco mais de US$ 422 mil contra um orçamento de US$ 2,5 milhões.

## Elenco
- Rainn Wilson como Frank Darbo / Crimson Bolt
  - Grant Goodman como jovem Frank
- Elliot Page como Libby / Boltie
- Liv Tyler como Sarah Helgeland
- Kevin Bacon como Jacques
- Nathan Fillion como Santo Vingador
- Michael Rooker como Abe
- Gregg Henry como Detetive John Felkner
- Andre Royo como Hamilton
- Sean Gunn como Toby
- Stephen Blackehart como Quill
- Greg Ingram como Long-Haired Hood
- William Katt como Sgt. Fitzgibbon
- Linda Cardellini como Maria, a funcionária da loja de animais de estimação
- Rob Zombie como Deus (vóz)
- Don Mac como Sr. Range
- Zach Gilford como Jerry
- Steve Agee como funcionário da loja de quadrinhos
- Mollie Milligan como Jennifer / Irmã de Sarah
- James Gunn como Demonswill

## Produção

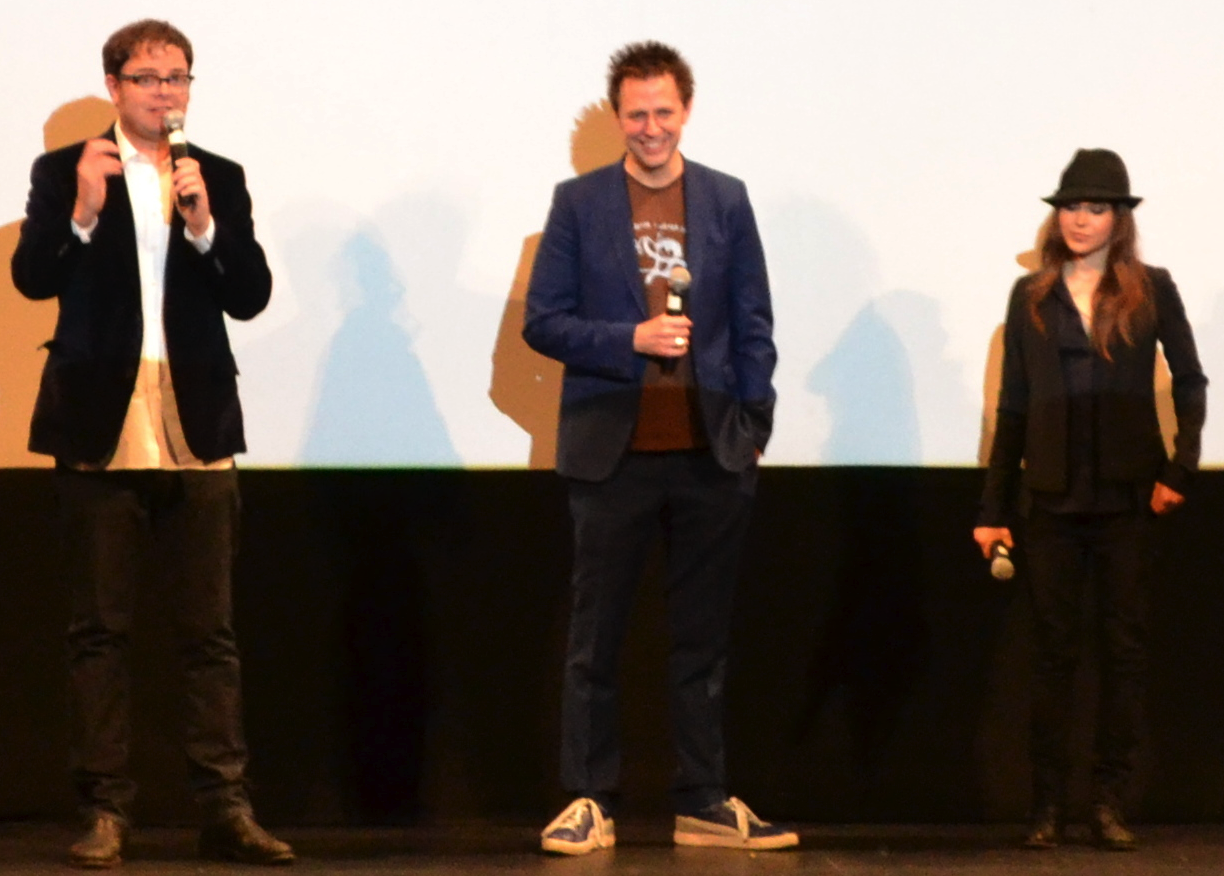
Rainn Wilson, James Gunn e Elliot Page no South by Southwest.

James Gunn disse em entrevistas que ele estava trabalhando no roteiro de Super desde 2002, mas ele teve dificuldade em tirar o projeto do papel, pois os produtores achavam que o conteúdo era muito violento e esotérico. Além disso, Gunn teve dificuldade em decidir sobre o ator certo para interpretar Frank; John C. Reilly foi a principal escolha de Gunn, mas ele não foi considerado uma estrela suficientemente grande para o filme ser feito. Depois de ter feito Slither (2006), estreando sua carreira como diretor, Gunn efetivamente colocou o projeto em espera até que sua ex-esposa, Jenna Fischer, o incentivou a fazê-lo e recomendou Rainn Wilson, sua co-estrela de The Office. Wilson leu o roteiro no set e decidiu que queria se juntar ao filme e, por sua vez, enviou o roteiro para Elliot Page, com quem trabalhou em Juno, que imediatamente aceitou o papel de Libby.
O filme foi filmado entre 9 de dezembro de 2009 e 24 de janeiro de 2010, em Shreveport, Louisiana, com filmagens adicionais na casa de Gunn em Los Angeles, Califórnia. A loja de quadrinhos mostrada no filme é uma loja real, a ComicSmash, em Studio City.
Super foi o segundo trabalho de Gunn lidando com super-heróis, sendo o primeiro The Specials em 2000 que ele escreveu, mas não dirigiu. Gunn disse que examinar super-heróis de um ângulo diferente o interessa, e que ele poderia fazer mais filmes sobre o assunto no futuro. Mais tarde ele foi escolhido para dirigir o filme de super-herói lançado em 2014, Guardiões da Galáxia.

## Recepção

### Crítica
Super recebeu críticas mistas dos críticos. No Rotten Tomatoes, o filme tem uma aprovação de 49%, com base em 118 resenhas, com uma nota média de 5.5/10. O consenso crítico do site diz: "A premissa intrigante de Super e o elenco talentoso são prejudicados em um mar de sangue vermelho de violência gráfica e balanços tonais." No Metacritic, o filme tem uma pontuação de 50, com base em 27 resenhas, indicando "Comentários mistos ou médios". Al Kratina, no Fantasia Film Festival, escreveu: "Há um ótimo filme em algum lugar dentro da comédia negra de James Gunn ...  Super é um filme inegavelmente divertido. Mas há algo fora sobre isso ... [o filme] cicla através de muitos modos, e não equilibra a escuridão, a comédia, a depressão ... Super é um filme engraçado, uma história retorcida, e ocasionalmente um filme muito bom, raramente ao mesmo tempo." Owen Gleiberman, da Entertainment Weekly, escreveu: "Esta bagatela sobre um doofus que se torna um super-herói fantasiado, mesmo que ele não tenha poderes especiais, pode ter parecido mais divertido antes de Kick-Ass. No entanto, o filme foi escrito e dirigido por James Gunn com um certo estilo caprichoso de humor negro ... É realmente um filme de uma piada, mas a brincadeira é boa: a "cruzada" de Frank é apenas uma vingança de geek, que Wilson, cavando na miséria do personagem, faz curiosamente simpatizante."

### Bilheteria
Super fez US$ 46 549 no fim de semana de abertura com onze cinemas, com uma média de US$ 4 232 por cinema, que foi considerado pelos analistas como "um começo decepcionante" para o filme.
Em maio de 2012, durante uma entrevista, o ator Rainn Wilson explicou suas ideias sobre o decepcionante desempenho de bilheteria, dizendo que a decisão tonal arriscada funcionou contra o filme em seu limitado lançamento nos cinemas: "É uma comédia. É também um filme de ação, e também é um drama, e também é um gênero realmente [desordenado], tipo de filme cult. São todas essas coisas ao mesmo tempo, e as pessoas não estão acostumadas a isso. Elas costumam gostar, oh, 'Os Vingadores' tem alguma comédia nele, mas é ação, e é uma coisa de tipo de quadrinhos. As pessoas realmente sabem exatamente em que mundo eles estão. Mas neste, ele mistura tantos mundos diferentes, você está realmente fora de equilíbrio. Porque você não sabe se a próxima cena vai ser alguém chorando, ou será caricato, ou será uma sequência animada, ou uma sequência de ação. Você simplesmente não sabe."

### Prêmios
No Fantasia Film Festival de 2011, Super ficou empatado com o documentário Superheroes para o Prêmio AQCC; "Para dois filmes que capturam perfeitamente o Zeitgeist de nossa época e que apresentam reflexões elaboradas sobre uma das maiores tendências americanas, o Júri da AQCC concedeu o seu melhor prêmio ao cinema internacional, em um empate, ao filme de ficção Super de James Gunn e ao documentário Superheroes de Michael Barnett, duas obras fortes e complementares."

## Semelhança comKick-Ass
Perto do momento em que Super foi lançado, outro filme sobre o tema de super-heróis amadores, Kick-Ass (dirigido por Matthew Vaughn), tinha sido lançado.
Durante o processo de produção, Gunn, um amigo do criador de Kick-Ass, Mark Millar, ficou sabendo sobre a adaptação cinematográfica da história em quadrinhos. Em uma entrevista depois que Super foi lançado, Gunn comentou: "Eu estava definitivamente desconfiado disso, eu era como 'Isso é uma merda! Kick-Ass está sendo transformado em um filme, isso vai significar que somos irrelevantes?' Mas, no final, as histórias são muito diferentes. Nosso filme é sobre um cara que está em seu próprio tipo de busca espiritual e ele simplesmente usa um traje de super-herói durante isso. Mas é realmente sobre o cara e não a fantasia."
Millar defendeu Super das acusações de que estava copiando seu trabalho: "As pessoas me disseram:" Oh meu Deus, ele está copiando Kick-Ass, porque está saindo um ano depois, mas James estava fazendo isso quando eu também estava fazendo Kick-Ass. Ambos os projetos estavam se juntando exatamente ao mesmo tempo." Millar passou a exibir Super na sua convenção de quadrinhos Kapow!, em Londres.